# Cultura almeriense

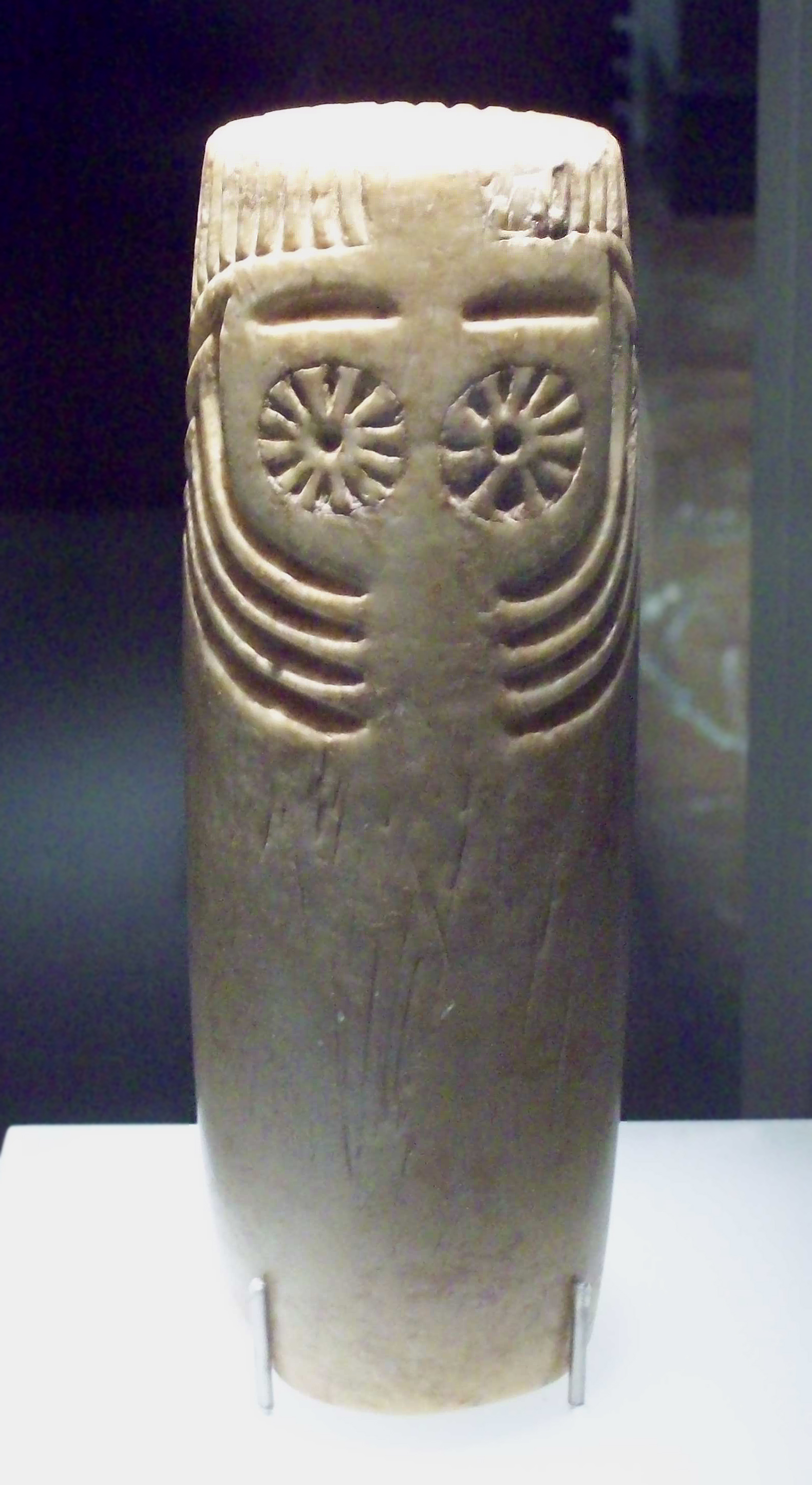
El Ídolo de Extremadura, cultura almeriense. Ver también: Arte esquemático ibérico.

Mapa de las culturas del Neolítico y Mesolítico (ca. 4500-4000 a. C.) en Europa:
Cultura de la cerámica de bandas
Cultura Bükk
Cerámica cardial
Ertebölliense
Cultura Dniéper-Don
Cultura de Vinča
Cultura almeriense
Dímini
Cultura de la cerámica perforada

La cultura almeriense se formó en la costa mediterránea de la península ibérica por influencias orientales hacia el 3000 a. C..
Después de una primera emigración oriental antes del 4000 a. C. que dio lugar a la cultura de las cuevas, una segunda ola, de origen posiblemente sirio, originó la cultura almeriense.[cita requerida]
Su llegada no fue en gran número pero se prolongó durante siglos y así influyó decisivamente en la cultura y la lengua e introdujeron un nuevo elemento étnico mezclado con la población local. Los emigrantes no siempre se establecían para siempre en la zona mediterránea sino que a menudo volvían a sus lugares de origen. La fusión se produjo por el gran espacio de tiempo y el gran número de personas que participaron en estos contactos y los matrimonios mixtos que tuvieron lugar durante el mismo período. También la estabilidad social (no hubo ni guerras ni conflictos graves en todo el periodo) contribuyó a su arraigo y desarrollo.
Los emigrantes aportaron ídolos-placas de tipo Egeo, o tumbas colectivas derivadas de las Tholos características del Neolítico chipriota (hacia el 3700 a 2300 a. C.). Las colonias constituidas eran auténticos núcleos de irradiación cultural hacia el interior, y dieron origen a las culturas megalíticas.